# Bagneux (Indre)
Bagneux település Franciaországban, Indre megyében. Lakosainak száma 173 fő (2022. január 1.). Bagneux Anjouin, Buxeuil, Dun-le-Poëlier, Orville, Poulaines és Saint-Christophe-en-Bazelle községekkel határos.

## Népesség
A település népességének változása:
| Lakosok száma | 287  | 193  | 169  | 187  | 181  | 175  | 174  | 175  | 174  | 173  |
|               | 1968 | 1982 | 1990 | 2006 | 2013 | 2015 | 2017 | 2019 | 2020 | 2022 |